# Шлюхтерн
Шлюхтерн (нім. Schlüchtern) — місто в Німеччині, знаходиться в землі Гессен. Підпорядковується адміністративному округу Дармштадт. Входить до складу району Майн-Кінціг.
Площа — 113,30 км2. Населення становить 15 847 ос. (станом на 31 грудня 2020).